# Kolongo
Kolongo is een gemeente (commune) in de regio Ségou in Mali. De gemeente telt 34.200 inwoners (2009).